# Isla Vacas
Isla Vacas, es una isla ecuatoriana en el canal internacional de Capones cerca del océano Pacífico localizada en las coordenadas geográficas  03°24′38″S 80°16′06″O / -3.41056, -80.26833 al sur de la isla Payana y al noreste de la isla Roncal y la isla Chalaqueras y al oeste de la isla Correa. Administrativamente hace parte de la provincia de El Oro.